# Organizația Cooperării Islamice
Organizația Cooperării Islamice (OCI) (Engleză: Organisation of Islamic Cooperation, Arabă: منظمة التعاون الإسلامي ) cunoscută și sub numele Organizației Conferinței Islamice (din 2007), este o organizație internațională formată din 57 de state membre răspândite pe 4 continente, ceea ce o face a doua organizație internațională ca mărime după Organizația Națiunilor Unite (ONU). OCI are trei limbi oficiale: arabă, engleză și franceză.

## Istoric
Organizația a fost întemeiată la summit-ul istoric de la Rabat, Maroc (în 25 septembrie 1969), unul dintre factorii determinanți fiind incendierea moscheii Al-Aqsa din Ierusalim. Inițial, OCI conținea doar 25 de membri. În cei peste 40 de ani de existență s-a extins la 57 de state ce reunesc peste 1,5 miliarde de persoane.

## Misiune și obiective
Misiunea OCI este de a reprezenta si proteja interesele lumii islamice, promovând totodată pacea în lume și armonia între state. În acest sens, are strânse relații de cooperare cu ONU în peste zece arii de activitate: pace și securitate internațională, dezvoltarea cercetării științifice și tehnologiei, implementarea scopurilor dezvoltării internaționale (Millennium Development Goals), protecție și asistență pentru refugiați, drepturile omului, dezvoltarea resurselor umane, securitate alimentară și agricultură, mediu, sănătate ș.a.
De asemenea, cooperează cu Liga Arabă (organizație regională) în domenii economice, sociale, culturale și politice, cu scopul dezvoltării intereselor comune ale statelor membre, luptei împotriva discriminării, terorismului și exploatării, păstrarea suveranității urmând principiile libertății, justiției, egalității și toleranței.
Conform Cartei, Organizația își propune să:
•	sporească și să consolideze legăturile de fraternitate și solidaritate dintre statele membre;
•	protejeze interesele comune și să susțină cauzele legitime ale statelor membre, precum și să coordoneze și să unească eforturile statelor membre în vederea depășirii provocărilor ce apar în lumea islamică, în particular, și comunitatea internațională, în general;
•	respecte suveranitatea națională, independența și integritatea teritorială a fiecărui stat membru, precum și să susțină neimplicarea în politicile interne ale membrilor;
•	asigure participarea activă a membrilor în stabilirea și implementarea obiectivelor politice și economice globale pentru îndeplinirea intereselor comune;
•	reafirme sprijinirea drepturilor omului așa cum sunt stipulate în Carta ONU privind Drepturile Omului și în dreptul internațional;
•	întărească cooperarea economică și comercială dintre statele islamice, cu scopul de a atinge o integrare în plan economic și stabilirea unei Piețe Islamice (Islamic Common Market);
•	depună eforturi în vederea dezvoltării sustenabile a bunăstării pentru statele membre;
•	protejeze adevărata imagine a Islamului, să combată defăimarea Islamului și să încurajeze dialogurile inter-culturale și inter-religioase;
•	susțină dezvoltarea științifică și tehnologică, să încurajeze cercetarea și cooperarea între statele membre în aceste domenii ș.a.

## Structură
Summit-ul Islamic format din regii, respectiv șefii de stat ai țărilor membre este autoritatea cea mai înaltă a Organizației. Acesta se reunește din 3 în 3 ani pentru a delibera, adopta politici și pentru a discuta toate dificultățile ce apar în realizarea obiectivelor și problemele cu care se confruntă,în general statele membre și comunitatea islamică (Ummah).
Consiliul Miniștrilor de Externe se reunește o dată pe an pentru a determina modalitățile de implementare a politicii generale a OCI. În cadrul lui sunt adoptate decizii și rezoluții privind realizarea obiectivelor generale comune și sunt revizuite deciziile adoptate anterior de către Consiliu.
Secretariatul General este organul executiv, căruia îi este încredințată implementarea deciziilor adoptate de către structurile menționate mai sus. Sediul său se află în Jeddah, Arabia Saudită. Acesta este condus de Secretarul General, care este ales de Consiliul Miniștrilor de Externe pentru o perioadă de 5 ani, în acord cu principiile distribuției geografice echitabile și șansei egale pentru toate statele membre. În prezent, secretarul general este Ekmeleddin İhsanoğlu, din Turcia, începând cu ianuarie 2005.

## Viziunea asupra drepturilor omului

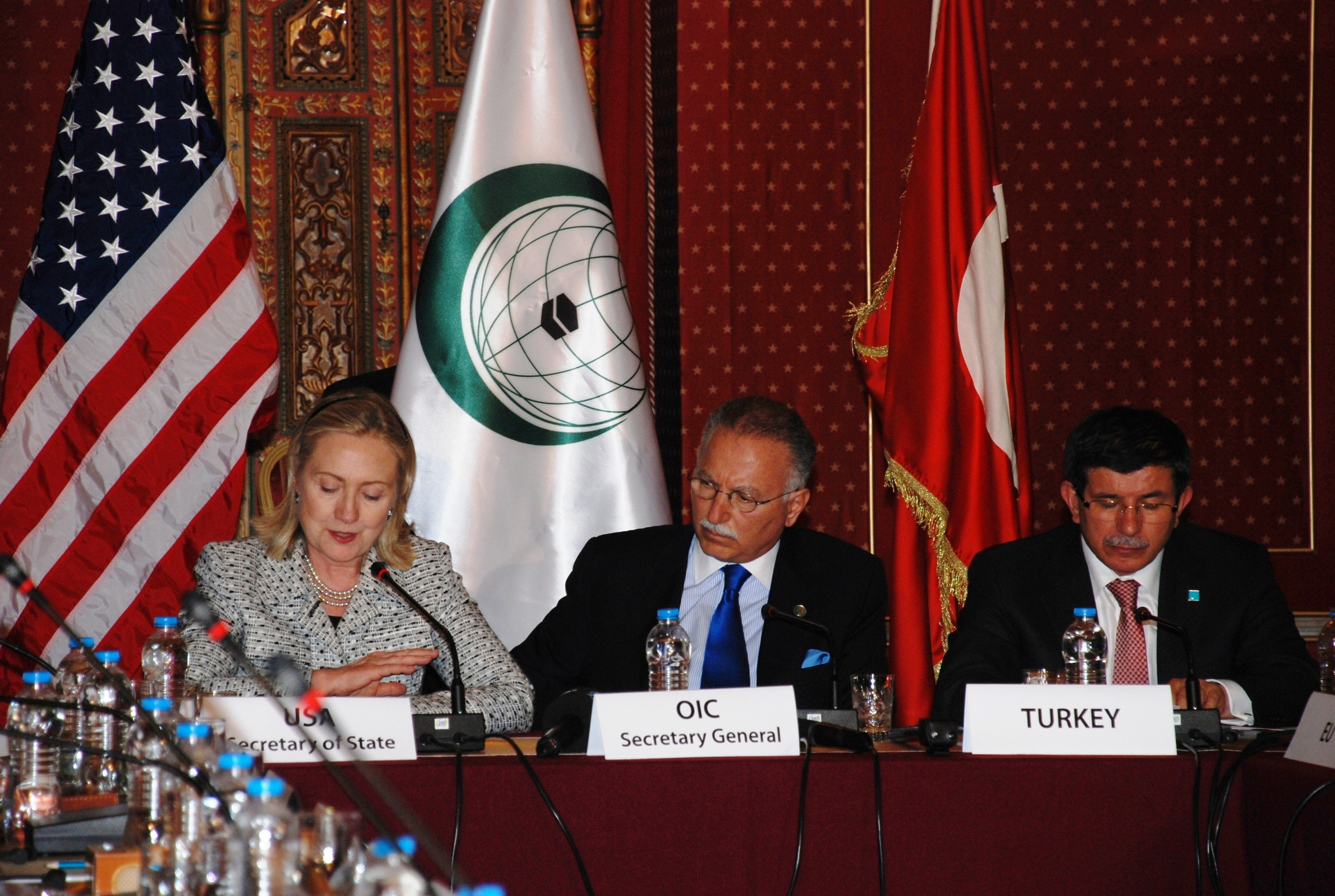

OCI a adoptat Declarația Drepturilor Omului în Islam de la Cairo, toate drepturile și libertățile stipulate, conform articolului 24, fiind subiectul Șaria. Deși au existat încercări de a o face adoptată și în cadrul Consiliului ONU pentru Drepturile Omului, acestea au întâmpinat critici numeroase, inclusiv din partea grupurilor musulmane liberale. Criticii cei mai duri susțin că acesta dorește să „manipuleze” , „să diminueze, dacă nu chiar să elimine drepturile civile și politice protejate de către dreptul internațional”  și caută să „ocolească drepturile fundamentale ale egalității și al libertății”.
OCI a fost criticat și pentru că nu a discutat despre tratamentele aplicate minorităților etnice din statele membre, precum opresiunile suferite de kurzi în Siria, ahwazi în Iran, de hazari în Afganistan, de populația baluchi în Pakistan, de 'Al-Akhdam' în Yemen sau de berberi în Algeria.

## Poziția față de terorism
În 1999, Organizația Cooperării Islamice a adoptat Convenția OCI privind Combaterea Terorismului Internațional. Articolul 1 în care este definit terorismul ca fiind „orice act de violență sau amenințare sau intenție de a realiza planuri criminale cu scopul de a teroriza persoane sau care reprezintă un pericol pentru viața, onoarea sau proprietatea lor,ocuparea sau sechestrarea resurselor naționale sau a facilităților internaționale,sau pentru stabilitatea și integritatea teritorială, unitatea politică sau suveranitatea statelor independente”  , este văzut de către Human Rights Watch (HRW) ca fiind mult prea vag, lăsând riscul de a eticheta cu ușurință drept acte teroriste și acțiuni pașnice. 
De asemenea, HRW este preocupat de neîncadrarea în categoria actelor teroriste a acțiunilor statelor membre. În articolul 2 este susținută „lupta popoarelor , inclusiv lupta armată, împotriva ocupației străine, agresiunii, colonialismului și a hegemoniei[...]” . În timpul unei reuniuni în Malaezia în 2002, delegații OCI au respins orice asociere cu terorismul a luptei palestinienilor împotriva Israelului. Poziția lor a fost categorică: „Respingem orice încercare de a asocia terorismul cu lupta poporului palestinian pentru a-și exercita dreptul inalienabil de a-și stabili statul independent cu capitala la Al-Quds Al-Shrif (Ierusalim)”. 
La a 34-a Conferință Islamică a Miniștrilor de Externe din mai 2007, membrii au stabilit că islamofobia este cea mai teribilă formă de terorism.

## Suspendarea Siriei
Statele membre au adoptat poziții divergente față de criza siriană la summit-ul de la Mecca, Arabia Saudită din august 2012 , astfel încât a existat propunerea excluderii Siria din OCI. Iranul s-a opus cu vehemență, fiind aliat al regimului Assad și motivând că „Suspendarea unei țări nu ar însemna o rezolvare a problemelor”. „Nu suntem în mod clar în favoarea suspendării unei țări din OCI", a declarat Salehi, ministrul de externe iranian adăugând că „o astfel de măsură nu ar fi conformă cu Carta OCI". După o întreagă serie de dezbateri, participanții au căzut de acord asupra „necesității de a se pune capăt imediat actelor de violență din Siria și de a suspenda această țară din OCI", conform comunicatului final.
Secretarul general al OCI, Ekmeleddin İhsanoğlu , a calificat, într-o conferință de presă, decizia adoptată ca „un mesaj puternic adresat de lumea musulmană regimului sirian". „Această lume nu mai poate accepta un regim care își masacrează poporul”.